# Plan Vautrin

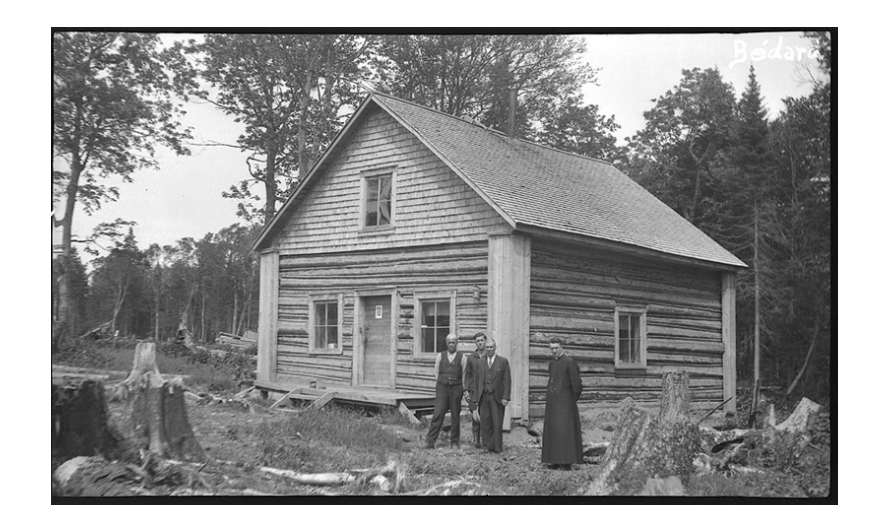
Maison de colon dans le canton Bédard en Abitibi pendant le Plan Vautrin.

Le plan Vautrin est un plan de colonisation dirigé mis en place par le gouvernement du Québec entre 1934 et 1937. Ce nom est donné en l’honneur du ministre Irénée Vautrin qui est responsable de ce projet. En plein cœur de la Grande Dépression de 1929-1939, le gouvernement de Louis-Alexandre Taschereau espère que le plan Vautrin contribuera à aider les chômeurs en leur attribuant des terres qu’ils pourront défricher, cultiver et habiter. 
Visant à remplacer et à bonifier un plan fédéral semblable, le plan Gordon, ce plan de colonisation sera très rapidement appuyé et soutenu par le clergé québécois avec la création de plusieurs sociétés de colonisation, l’Église catholique au Québec occupant à cette époque un rôle important. Bien que cet effort de colonisation soit destiné à toutes les régions rurales du Québec, certaines sont nettement plus touchées, comme l’Abitibi, le Témiscamingue et le Bas-Saint-Laurent.
En tout, quatre plans de colonisation complémentaires se succèdent au Québec entre 1932 et les années 1940 : le plan Gordon (1932-1934); le plan Vautrin (1934-1937); le plan Rogers-Auger (1937-1939); le plan Bégin (1940-1949). À l’exception du plan Gordon, toutes ces initiatives viennent du gouvernement provincial. Ils ont trois objectifs principaux : peupler les régions du Québec, freiner l’exode rural et mettre fin à la hausse du chômage.

## Contexte

### Ouverture des fronts pionniers au XIXe siècle
L’idée d’une colonisation dirigée ne date pas du XXe siècle. Dès le début du XIXe siècle, elle s’ouvre des fronts pionniers aux limites des lieux non développés du Bas-Canada. Notamment, des régions comme les Laurentides et le Saguenay-Lac-Saint-Jean s’ouvrent et se développent considérablement entre 1850 et 1900. À cette époque, le clergé canadien-français et les gouvernements tentent d’enrayer le phénomène d’exode de la population rurale francophone vers les nouveaux centres industriels du nord des États-Unis. Les résultats de cette première expérience de colonisation sont décevants, et le phénomène d’exode vers les États-Unis n’est pas ralenti. Toutefois, entre la deuxième moitié du XIXe siècle et les années 1930, les industries minières et forestières ont grandement favorisé le développement d’un réseau ferroviaire reliant les zones urbaines de la vallée du Saint-Laurent aux nouvelles régions comme l’Abitibi-Témiscamingue, le Saguenay-Lac-Saint-Jean et le Nouveau-Québec. Sans ces développements d’infrastructures, les plans Gordon et Vautrin n’auraient certainement pas été possibles.

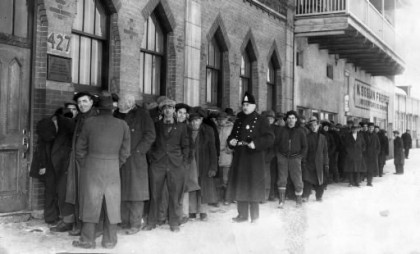
Une soupe populaire au ("le Vestiaire des Pauvres" renommé "Accueil Bonneau" en 1978) à Montréal lors de la Grande dépression de 1929

### Les années 1930, la Grande Dépression et l’échec du Plan Gordon
Avec l’effondrement de la bourse de New York en octobre 1929, les États-Unis entraînent avec eux le Canada dans la Grande Dépression, qui durera jusqu’au début de la Seconde Guerre mondiale en 1939. Ce genre de crise n’est pas un phénomène nouveau et fait partie du modèle capitaliste, mais plus le temps passe, plus le chômage persiste. Les gouvernements et encore plus particulièrement les villes, qui ont la charge de soutenir les chômeurs, se retrouvent avec d’importantes masses de travailleurs sans emplois (surtout des jeunes hommes célibataires ou nouvellement mariés), qu’on commence à trouver problématiques.
Imprégnées par le libéralisme économique, les mentalités politiques et économiques de cette époque sont défavorables à l’intervention de l’État dans l’économie, mais le marasme ne cesse de croître, et une nouvelle théorie économique promet d’apporter certaines solutions. En Amérique du Nord, c’est d’abord aux États-Unis, vers 1933, que le keynésianisme trouve sa place avec le New Deal de l’administration Roosevelt; peu de temps après, le gouvernement canadien de William Lyon Mackenzie King adopte, après un premier essai peu concluant de son prédécesseur, le conservateur Richard Bedford Bennett, un plan similaire à celui des Américains et fait ainsi entrer la théorie keynésienne au Canada. Toutefois, avant même qu’un programme large de sortie de crise soit établi, le gouvernement canadien met en place en 1932 le plan de colonisation Gordon. Cependant, ce premier plan est très restrictif et la plupart des colons qui ont accès à cette aide finissent par abandonner. C’est donc dans ce contexte qu’en 1934, le plan Vautrin du gouvernement du Québec remplacera le plan Gordon.

## Déroulement

### Mise en place du plan Vautrin

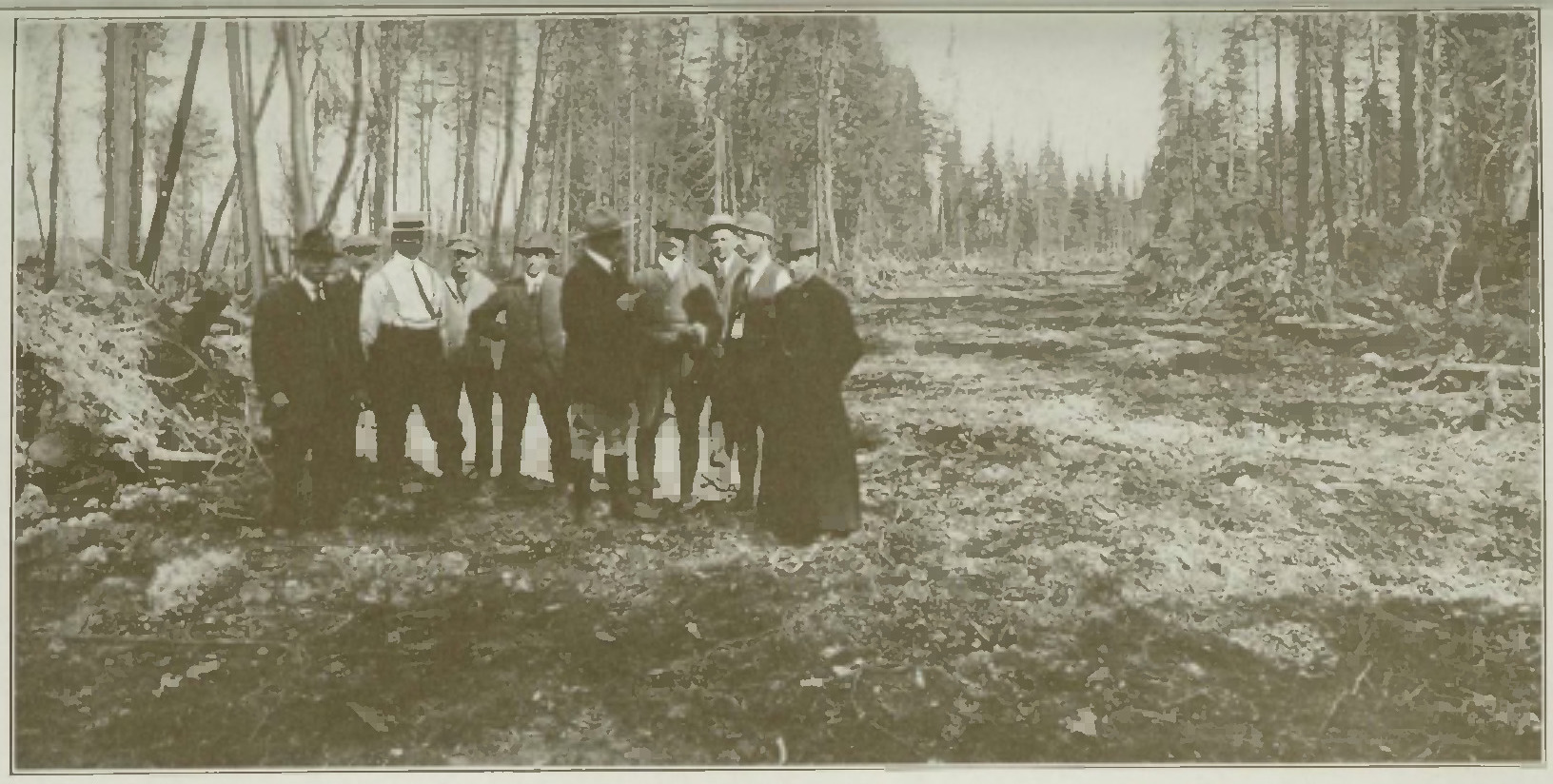
Route en construction dans le comté de Senneterre - 1918

Dès 1933, plusieurs groupes présentent des mémoires au gouvernement du Québec pour promouvoir le retour à la terre, mais le gouvernement de Taschereau n’est pas favorable à un tel plan. Néanmoins, après de nombreuses critiques et consultations, le plan Vautrin se met finalement en place à partir de 1934; il est d’ailleurs considéré comme le plus important effort de colonisation de la décennie. Administré par Irénée Vautrin, le ministre de la Colonisation, c’est la première fois qu’on tente de planifier et de diriger la colonisation à l’échelle québécoise. Le gouvernement propose ainsi « un budget de dix millions de dollars réparti sur deux ans », mais l’aide s’adresse en premier lieu aux fils de cultivateurs; si les cultivateurs envoient leur fils s’établir dans les nouvelles terres, ceux-ci recevront trois cents dollars. Lorsqu’une cinquantaine de colons s’installent sur les nouvelles terres, ils devront construire des chemins et des bâtiments pendant deux mois sous la tutelle d’employés du gouvernement et seront payés un dollar et soixante cents de l’heure. Le matériel et les chevaux sont également mis à la disposition des colons pour les aider dans leur travail. Une fois le travail fait, les familles peuvent enfin rejoindre leur mari et vivre sur leurs terres avec des primes de construction, de défrichement et de labourage. Les critères de sélection vont finalement changer afin d’élargir l’accès à de nouvelles terres pour plus de monde dans le besoin.
En somme, le plan Vautrin réunit cinq programmes d’établissement distincts : la colonisation groupée; la colonisation non groupée; l’établissement des fils de cultivateurs; l’établissement sur les terres libres; le placement des aides-fermiers. Chacun de ces programmes vise à s’adapter aux différents types de demandeurs d’aide; par exemple, un fils de cultivateur sera plus susceptible d’aller s’établir sur une terre libre, mais un urbain n’ayant jamais travaillé la terre ira plutôt vers des régions nouvellement ouvertes à la colonisation.

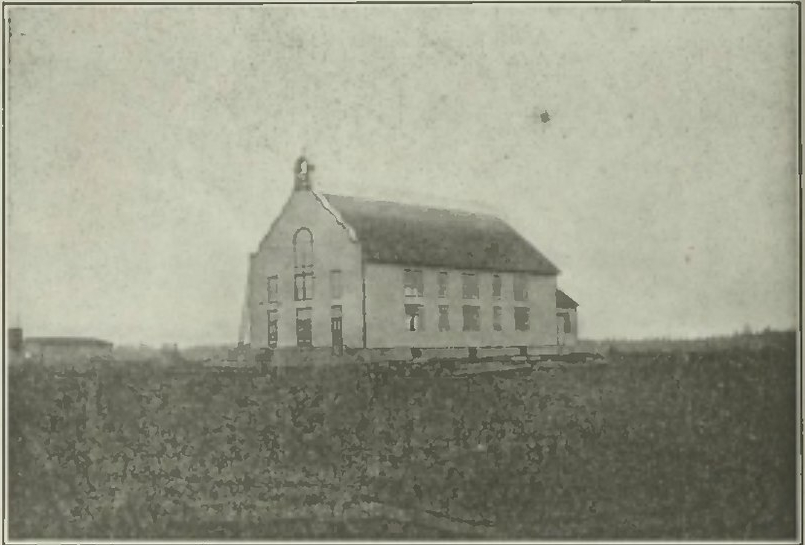
Église de la paroisse de Lasarre, construite en 1918

### Le rôle prédominant du clergé à travers les sociétés de colonisation
Bien que certaines sociétés de colonisation catholique existent déjà au XIXe siècle, le plan Vautrin favorise la création de plusieurs nouvelles sociétés un peu partout au Québec. Déjà actif dans l’établissement de nouveaux colons, le clergé québécois encourage fortement les mouvements de colonisation dirigés, et plusieurs raisons expliquent l’ouverture des nouvelles terres. En ce qui a trait à l’Église, ce n’était pas pour une augmentation de l’économie puisque la majorité des agriculteurs nouvellement installés sur leurs terres faisaient de l’agriculture de subsistance, cela n’amène donc aucun profit. Pour l’Église, l’installation des colons catholiques sur de nouvelles terres lui permettait de faire la promotion de la religion et d’étendre son « champ » de pouvoir. 
Le plan Vautrin fut également favorable pour l’Église puisque celui-ci était fait en partenariat avec le gouvernement. Cela fait déjà quelques années que le gouvernement et l’Église envoient sur les nouvelles terres des missionnaires colonisateurs officiels. Ceux-ci apparaissent lors des débuts de la colonisation de l’Abitibi en 1911 peu de temps après son annexion. Ils possèdent un budget donné par le gouvernement. Dans les années 1920, ceux-ci se seraient vus allouer par le gouvernement Taschereau la somme de cinquante mille dollars pour rapatrier 200 familles franco-américaines. Les missionnaires-colonisateurs en auraient rapatrié 115 et en auraient envoyé 86 s’établir en Abitibi. Ainsi, l’Abitibi a pas été peuplée avant le plan Vautrin. C’est la même chose pour le Témiscamingue, qui commence à être peuplée en 1930 par les missionnaires colonisateurs officiels et le Témiscouata en 1931. Le clergé devra donc coexister avec le gouvernement de 1934 jusqu’à 1936-1937, lors de son abolition dans les politiques de colonisation de Duplessis. Le plan Gordon, créé par le gouvernement fédéral, amène la modification de l’organisation locale de colonisation au Témiscamingue et en Abitibi par le clergé, mais il sera un échec. Lorsque le plan Vautrin est mis en place, il prend la forme d’un partenariat complet avec le clergé. L’Église exerce désormais une plus grande influence et un plus grand contrôle sur la vie des colons.
Finalement, le plan Vautrin est abandonné en 1936 par le nouveau gouvernement de Duplessis, qui décide de changer l’orientation des politiques de colonisation et par la même occasion d’abolir le rôle des missionnaires-colonisateurs officiels. Néanmoins, le nouveau gouvernement poursuit la colonisation dirigée mais adopte son propre plan Roger-Auger. Plusieurs raisons expliquent l’abolition des missionnaires colonisateurs. D’une part, le gouvernement pensait que la colonisation devait rester entre les mains du gouvernement. D’autre part, le gouvernement ne pouvait s’assurer que l’Église reste fidèle au ministre, garde une neutralité politique et évite de gêner le gouvernement en faisant des erreurs.

### Les régions touchées
Le plan Vautrin va toucher surtout l’Abitibi-Témiscamingue, et 12 305 chefs de famille  s’établissent dans cette région entre 1934 et 1937. L’Abitibi voit sa population multipliée par trois entre 1931 et 1941 passant de 24 000 à 68 000 habitants, et cette région reçoit le plus de colons lors du plan Vautrin. Le Témiscamingue est la deuxième région la plus touchée par le plan Vautrin. Toutefois, l’histoire de la colonisation du Témiscamingue est différente de celle de l’Abitibi puisque les habitants du Témiscamingue se sentent délaissés par le gouvernement du Québec, et leurs ressources sont souvent détournées vers l’Ontario. Malgré tout, de 1935 à 1937, 4286 chefs de famille s’installent au Témiscamingue. De 1931 à 1941, cette région voit sa population multipliée par deux, passant de 21 000 à 40 000 habitants.
En plus de ces deux régions, la Gaspésie et le Saguenay-Lac-Saint-Jean reçoivent également un bon nombre de colons; la Mauricie, le Bas-Saint-Laurent et plusieurs autres régions reçoivent un plus petit nombre de colons, qui sont, pour la plupart, des fils de cultivateurs qui s’établissent sur des terres libres. Lorsque le gouvernement libéral est défait par l’élection de l’Union nationale en 1936, le nouveau gouvernement annonce la fin du plan Vautrin, qui se termine officiellement à la fin de l’année budgétaire 1936-1937. Dans les faits, le gouvernement unioniste de Duplessis n’est pas contre l’idée de la colonisation dirigée mais s’oppose plusieurs fois à la gestion du projet par le ministre Irénée Vautrin.

## Bilan
Malgré les nombreuses critiques, le plan Vautrin aura contribué à l’élargissement de l’écoumène régional québécois. Ce n’est pas un simple plan d’aide économique pour les chômeurs et leurs familles, ce plan de colonisation dirigée tentant en parallèle d’endiguer les phénomènes de l’exode rural et de l’abandon massif de l’agriculture. Ce plan s’inscrit dans un vaste mouvement d’agriculturisme (retour à la terre) et dans un effort de préservation des valeurs chrétiennes traditionnelles de l’Église catholique. En outre, il s’agit d’un exercice sans précédent de coopération entre le gouvernement et le clergé québécois. Le gouvernement founit les ressources (matérielles et pécuniaires) et un certain encadrement, et l’Église prend soin d’établir ses « ouailles » dans les paroisses.
Pour ce qui est des résultats du plan Vautrin, on les constate surtout dans le court terme puisqu’il y a effectivement une légère hausse de la superficie des terres cultivables, et de nombreuses familles parviennent à vivre de l’agriculture. Toutefois, à long terme, on constate un dépeuplement de l’Abitibi-Témiscamingue et de la Gaspésie. Néanmoins, le plan Vautrin n’avait pas pour vocation un peuplement rural sur le long terme. Comme le rappelle l’historien Roger Barrette : « […] malgré le désir de ses concepteurs d’en faire une œuvre permanente dans le prolongement de la tradition agraire canadienne-française, le plan Vautrin n’est autre chose qu’une œuvre à court terme, fruit d’un contexte particulier ».

## Filmographie
- En pays neufs, film documentaire financée par le ministère de la Colonisation en 1937